# Erik Byléhn
Bror Erik Byléhn  (ur. 15 stycznia 1898 w Bollnäs, zm. 14 listopada 1986 w Uppsali) – szwedzki lekkoatleta, specjalizujący się w biegu na 400 i 800 metrów.
W 1924 roku podczas igrzysk olimpijskich w Paryżu wywalczył srebrny medal w sztafecie 4 × 400 m (wspólnie z Arturem Svenssonem, Gustafem Wejnarthem i Nilsem Engdahlem). Na tych samych igrzyskach startował również w biegach na 400 i 800 m, lecz odpadł w eliminacjach.
4 lata później w Amsterdamie w biegu na 800 m zdobył srebrny medal, przybiegając do mety na 2. pozycji i ustępując tylko Brytyjczykowi Douglasowi Lowe.

## Rekordy życiowe
- Bieg na 800 metrów – 1:52,8e (1928)
- Bieg na 400 metrów – 48,7 (1924)